# Théâtre des Nouveaux Compagnons
Le Théâtre des Nouveaux Compagnons est une troupe de théâtre fondée en 1920 à Trois-Rivières et toujours existante. D'abord connue sous le nom des Compagnons de Notre-Dame, elle revendique le titre de plus ancienne troupe de théâtre amateur francophone en Amérique du Nord. Elle présente à raison de quatre fois par année des pièces tirées du répertoire classique, autant locales qu'internationales.

## Contexte historique[2]
Au début des années 1900, l'explosion industrielle et démographique bat son plein, propulsée par l'arrivée de l'hydroélectricité dans la région de la Mauricie. De 1907 à 1923, plusieurs usines sont implantées dans la région. En 1908, la partie commerciale de Trois-Rivières est reconstruite à la suite d'un incendie majeur, laissant place à la modernité et à une vie économique florissante. C'est dans ce foisonnement de modernité et d'ouverture sur le monde que l'intérêt pour une vie culturelle épanouie amène la création de la troupe de théâtre Les Compagnons de Notre-Dame. La naissance de cette troupe est intimement liée à la religion catholique, puisqu'elle a vu le jour dans le sous-sol d'une église franciscaine : Notre-Dame-des-Sept-Allégresses. Notre-Dame, qui lui a donné son nom, constitue une des premières paroisses de Trois-Rivières fondée en 1911. À l'époque, les divertissements doivent être approuvés par l'Église comme le sont le théâtre, les parties de carte et le bingo, contrairement au cinéma.

## Première période: 1920-1929[2]
Dans la paroisse de Notre-Dame, le théâtre est né grâce à la Garde Paroissiale. En effet, c'est son premier président, M. Joseph-Edétius Bellemare, qui a mis sur pied en 1920 le Cercle Dramatique Notre-Dame, aussi appelé Association Dramatique de la Garde Notre-Dame ou encore Association Dramatique Notre-Dame . Les occasions de s'impliquer ne manque pas, tout est fait sur place. Faire du théâtre est considéré comme un honneur. Les pièces sont souvent présentées à guichets fermés durant plusieurs soirs, ou encore des pièces en un acte vont divertir les paroissiens lors de parties de cartes. Les changements de décor laborieux sont meublés par des intermèdes musicaux sous le coup des marteaux provenant de derrière le rideaux. Le maître de cérémonie fait office de programme et présente la pièce et ses artisans. Les décors sont fabriqués par le Frère Pascal Buisson, le peintre Monty ou par Albert Deschamps, décorateur de l'église. La salle de représentation se trouve sous le sanctuaire de l'église.  L'influence de l'Église se fait sentir tant dans le répertoire joué que dans la structure hiérarchique. L'argent amassé grâce aux séances dramatiques vont aux œuvres paroissiales, mais, comme la troupe est florissante, les revenus encaissés permettront éventuellement d'amasser 6 000 $ pour l'achat d'un terrain où sera construite la salle de Notre-Dame. Ce spacieux auditorium pourra accueillir 735 spectateurs.
C'est en 1924 que le premier conseil d'administration distinct de celui de la Garde est élu. M. Rosaire Fortier est élu président, M. Rosario Livernoche vice-président et M. Arthur Raymond secrétaire. L'expérience se répète en 1926. Le nouveau président est M. Rosario Livernoche. Puis, il faut attendre 1929 pour les prochaines élections et pour la réforme de la troupe qui deviendra alors les Compagnons de Notre-Dame, se dissociant ainsi de la Garde Paroissiale. Il y aura aussi formation de deux sections : l'une féminine : Les Compagnes ; et l'autre masculine : les Compagnons. Un conseil d'administration sera élu pour chacune des deux sections. Par la suite, les élections se tiendront une fois l'an. Malgré son autonomie administrative, la troupe demeure attachée et soumise aux autorités religieuses.

### Répertoire[2],[4],[3]
1920
1. Nos bicyclistes,  de Théodore Botrel

1921
1. Don José, de Paul Croiset
2. Vers la haine, d'Alfred Duret[4], tiré du roman de Pierre Gourdon[3]
3. Monsieur l'aumônier, de Théodore Botrel
4. Le pater des vendéens, de Jean Clémot
5. Le mystère de Kéravel, de Théodore Botrel

1922
1. Les pauvres de Paris, d'Eugène Nus et Édouard Brisebarre
2. Le tour du monde en 80 jours, d'Adolphe d'Ennery, selon le roman de Jules Verne.

1923
1. Les Anciens Canadiens ou Archibald Cameron of Locheill ou Un épisode de la guerre de sept ans en Canada, de Camille Caisse et Pierre-Arcade Laporte, tiré du roman de Philippe Aubert de Gaspé
2. Quand on conspire!... de Antony Mars, opérette avec la participation de l'Orchestre Notre-Dame
3. Le reliquaire de l'enfant adoptif, de Stéphane Dubois
4. Le moulin du chat qui fume, de Charles LeRoy-Villars
5. Le docteur Oscar
6. Thomas Morus, de Jacques D'ars

1924  
1. La chasse aux revenants, d'Alphonse Crozière
2. Yvonnik de Roy Villars, de Charles LeRoy-Villars
3. Un mariage au téléphone, de Maurice Hannequin
4. L'amitié médecin, tiré de L'Amour médecin de Molière et arrangé pour jeunes gens.
5. Un brave, de Charles Buet
6. L'anarchiste, de J. Médéric et Le violon de Stradivarius, d'Eugène Boulay de Lesdain

1925
1. Les fruits mûrissent, de Julien Richer avec la chorale des enfants de Marie
2. La mission de Jeanne d'Arc, opérette paroles d'Yves Lameline et musique de H. Lavagne, avec la chorale des enfants de Marie
3. Le brassard, de Julien Richer

1926
1. Le poignard, de Théodore Botrel

1927
1. Le coffret, de Jacques d'Ars

1928
1. Cœurs français, de Paul Féval
2. Pitchounette (Les Compagnes), de Charles LeRoy-Villars
3. La fille de Judas (Les Compagnes), de Charles LeRoy-Villars
4. Les deux sourdes de Jules Moinaux

## Deuxième période: 1929-1946[2]
Le 25 août 1926, le Cercle Dramatique Notre-Dame devient officiellement Les Compagnons de Notre-Dame présidé par Père Théodoric Paré, curé de la paroisse. Louis-Philippe Poisson explique : «Les compagnons de Notre-Dame doivent leur nom aux Compagnons de Notre-Dame de Paris. Parce qu'en 1920 la troupe a été formée sous le nom d'Association dramatique Notre-Dame. Et un Franciscain, qui est devenu curé par la suite à Notre-Dame, était allé à Paris, il y a rencontré Henri Ghéon, enfin il a été mêlé à ces activités là : les Compagnons de Notre-Dame de Paris. Et puis, en 1928, il a été nommé curé à Notre-Dame. Et il a transporté les Compagnons de Notre-Dame de Paris à Trois-Rivières.»

### Les Compagnes
Dans les années 1920, la moralité ne permet pas la présentation de pièces mixtes. Ainsi, les rôles féminins doivent être joués par des hommes. C'est ainsi qu'en 1924 la troupe présentera en première mondial L'Amitié médecin, version masculinisée de L'Amour médecin de Molière. Puis, le 9 septembre 1929, la section féminine est formée avec un conseil d'administration distinct. Elles jouent leurs propres pièces, avec parfois des travestis si nécessaire. Les Compagnes inscrivent leurs premières pièces au répertoire de la troupe en 1928 avec Pitchounette et La fille de Judas. Les deux sections ne jouent pas ensemble, mais sont appelées à s'entraider : les Compagnons s'occupent des décors, et les Compagnes, des costumes, de la transcription et de la vente des billets. Elles présentent en tout une quinzaine de pièces. Elles pourront définitivement faire partie de la troupe quand les pièces mixtes seront admises dans les mœurs. La première pièce mixte est présentée en 1933 au premier Festival national d'art dramatique tenu au Palais Montcalm de Québec. Il faudra par contre attendre deux ans et beaucoup de discussions avant que l'expérience de la mixité ne se répète à la salle Notre-Dame. C'est en novembre 1936 que les autorités religieuses vont permettent aux Compagnons de présenter des pièces mixtes, en imposant un décorum stricte. En effet, dans le contexte religieux de l'époque, les contacts physiques sont défendus; les textes sont choisis avec soin; toutes mentions de baisers ou d'échange de poignées de mains sont censurées; et les répétitions font l'objet d'une étroite surveillance de la part du clergé. C'est seulement en 1941, que les deux formations, Compagnes et Compagnons, sont fusionnées pour n'en former qu'une seule.

### Le début des années 1930: la salle Notre-Dame
La troupe est maintenant pourvue d'une nouvelle salle : la salle Notre-Dame pouvant accueillir sept cent personnes. On y joue d'abord que du théâtre. Puis, une salle de quilles sera installée au sous-sol. Ainsi, la paroisse s'occupe d'organiser les loisirs de ses paroissiens. La paroisse de Notre-Dame prend ce rôle tellement à cœur que l'on vient des paroisses voisines pour profiter des divertissements aménagés par le clergé. Le Père Théodoric Paré prend en main le bon fonctionnement de la troupe. Il donne des cours d'art dramatique, d'analyse théâtrale, de maintien corporel, de diction, de confection de costumes et de maquillages. Il désire montrer à ses paroissiens les enjeux de la vie par le biais du théâtre afin de mieux les y préparer. M. J.-E. Bellemare est maintenant directeur artistique des Compagnons et Mlle Blandine Neault, directrice chez les Compagnes. En 1930, alors que la troupe célèbre son dixième anniversaire, dix pièces seront présentées. Un orchestre  vient  aussi s'ajouter à la troupe. Les musiciens sont présents pour meubler d'intermède musicaux la levée du rideau et l'entracte. Jean-Victor Allard en est le premier président. Par contre, dès l'année suivante, la crise économique impose un ralentissement au chapitre des productions annuelles de la troupe. Le 10 mai 1933 le nom de la troupe est officiellement enregistré devant notaire.

### 1933: Le premier Festival national d'art dramatique
Le 22 mars 1933, la troupe participe au premier Festival national d'art dramatique au Palais Montcalm de Québec. Les Compagnons présentent Peuple sans histoire du frère Marie-Victorin F.E.C., seule pièce canadienne présentée au festival et première pièce mixte de l'histoire de la troupe. Alors que douze organisations participent au concours, Les Compagnons se classent quatrième et reçoivent une mention honorable. Ils sont par contre évincés de la finale qui aura lieu à Ottawa. Néanmoins, ils se sont classés premier devant les troupes amateurs venues des autres villes à l'est de Montréal, et ils ont devancé cinq des huit troupes théâtrales de la ville de Québec. Parmi les troupes présentent, on retrouve des regroupements d'expérience telles que L'association dramatique de Québec ainsi que L’École du chant français dirigée par M. Jean Riddez de l'Opéra de Paris. Leur principal adversaire est la troupe de l'université Laval qui regroupait MM. Jean Lesage et René Arthur (Témoignage de M. Omer-Jules Desaulniers, p. 55). Leur deuxième participation au festival aura lieu seulement en 1951. Ils y joueront Ma p'tite ville de Thornton Wilder. Ils se rendront en finale et remporteront la Plaque du Festival pour la meilleure interprétation française. Ils participeront en tout huit autres fois à cet événement et présenteront cinq pièces canadiennes.

### 1934: Le troisième centenaire
En 1934, la ville célèbre son tricentenaire. Pour l'occasion, on y présente des reconstitutions historiques, des défilés, des danses en plein air. Les membres des Compagnons de Notre-Dame s’impliquent dans les différents projets. En plus des festivités, la troupe affiche onze pièces à son programme annuel dont Un petit fils de Pierre Gagnon qui avait pour auteur Claude Dupont, pseudonyme. Il s'agit d'une pièce mixte écrite en fait par une religieuse trifluvienne : Mère du Saint-Cœur-de-Marie, née Marie-Alice Ferron des Ursulines de Trois-Rivières et auteure de trois drames sociaux. À l'époque, le haut clergé n'a toutefois pas encore approuvé la production de pièce mixte. Cette pièce sera malgré tout présentée treize fois dans la ville et les environs. Il s'agit en quelque sorte de la première tournée organisée par la troupe.                                             

### 1935 à 1945: Période de crise et de renouveaux
En 1935 la troupe rencontre plusieurs difficultés. Ses structures faiblissent. L'état de santé de M. J.-E. Bellemare force la succession de MM. Roméo Desaulniers, Rosaire Desbiens, Roméo Dubois, Jacques Morency et finalement Dr Charles Gauthier au poste de directeur artistique. M. Bellemare aura été directeur artistique et metteur en scène durant les treize premières années de la troupe.
La crise économique affecte grandement le bilan financier de la salle Notre-Dame. Cette situation force la troupe à user de créativité pour diversifier le type de spectacles offerts avec entre autres la création de concours d'amateurs et le déménagement de la lutte de l'aréna vers la salle Notre-Dame en saison hivernale.
La situation se rétablit vers la fin des années trente. La troupe prend de l'expérience et le calibre des pièces augmente. Une pièce entre autres marque la fin de cette décennie; Peg de mon Cœur. Elle est présentée douze fois à Québec, dans la Beauce et dans la Mauricie.
Pour former la relève, les Compagnons forment une section jeunesse dirigée par Mlle Marie Trudel et M. Fernand Gagnon. De nouveaux jeunes talents se joignent à la troupe et marqueront l'organisation de leur versatilité pour les années à venir. Entre autres : Lucie Beaumier, Jacqueline Vincent, Jeanne-d'Arc Létourneau, Simonne Lesieur, Madeleine Vincent, Lucienne Beaudet, Juliette St-Hilaire, Philomène Moreau, Régina Guillemette, les frères Robert, Gérard, Roméo et Louis-Charles et Julien Buisson.
Gérard Robert, d'abord interprète, deviendra directeur artistique puis metteur en scène. Avec lui, la troupe atteint sa pleine maturité. Son passage annonce la réorganisation de la troupe en 1946. Supportée par les autorités paroissiales, la salle Notre-Dame devient un foyer de théâtre de renommée provinciale.

### Personnages marquants
Le musicien M. J.-A. Thompson se joint à la troupe dès ses débuts en 1920 et devient Directeur Musical en 1929. Il sera organiste à Notre-Dame durant 58 ans. Son apport à la troupe permettra la présentation de plusieurs opérettes dont : Les Fiançailles d'Ésopet, Royal dindon, Prix de beauté, La fille du sonneur de cloche.
En 1941, un ensemble musical familial se joint à la troupe, la famille Gagnier : Ève Gagnier, piano; Renée Gagnier, violoncelle; Gérald Gagnier, cornet et la célèbre Claire Gagnier au violon, nommée le Rossignol canadien et dont la carrière est alors en pleine ascension. Elle est qualifiée de "vedette trouvaille de la radio" pour 1941.
M. et Mme Arthur Rousseau constituent un autre appui important pour la troupe : M. Arthur Rousseau, maire de Trois-Rivières de 1941 à 1949 et Mme Anaïs Allard-Rousseau, cofondatrice des Jeunesses musicales du Canada. En tant que maire, M. Rousseau obtient du conseil municipal une subvention annuelle de mille dollar pour la troupe.
Durant ces années troubles, le Père Xavier-Marie, aumônier, supporte les membres du conseil d'administration et assure l'exécution des décisions prises aux assemblées. Il joue le rôle d'animateur, de directeur artistique, d'accessoiriste; prend en charge la publicité, la vente des billets.
En juin 1943, L'Agence Théâtre enrg. est fondée et reste en activité jusqu'en septembre 1946. Elle agit à titre d'impresario pour la troupe. Cette organisation a comme président J.-U. Grégoire, comme vice-président Roméo Robert et comme secrétaire Louis-Philippe Poisson. Ainsi, la responsabilité de prendre des engagements au nom de la troupe qui était à l'époque assurée par le P. Xavier-Marie sera désormais le rôle de l'Agence. Elle versera 30,00 $ à la caisse des Compagnons pour chaque représentation qu'elle organisera. L'Agence devient rapidement florissante et les gains sont réinvestis dans la troupe. La contribution de l'Agence va préparer la réorganisation des Compagnons en 1946.

### Variétés et Opéra
Au début des années 1940, la troupe occupe ses étés à jouer des œuvres de P. Laurent Tremblay dans les différents diocèses de Trois-Rivières. Il s'agit de pièces à portée sociale qui promeuvent le mouvement des retraites fermées dirigées par les Oblats au Cap-de-la-Madeleine. Seront présentés : L'Enfant prodigue, Le Diable au Septième ainsi que Maison de paix de M. Jacques Morency.
La deuxième Guerre  Mondiale inspire la réalisation d'un projet audacieux, celui de présenter, au pays et à l'étranger, la pièce : Le jour se lève dans les camps militaires. Toutefois, des problèmes techniques ne permettra pas l'aboutissement de ce dernier qui aurait entre autres exigé des comédiens et techniciens d'abandonner métier et profession.
Alors que le Metropolitan Opera donne deux représentations de Faust au Capitol, ils sont à la recherche de figurants. Les Compagnons de Notre-Dame sont approchés pour s'acquitter de ce rôle. Par la suite, des membres de la troupe vont jouer dans Le Référendum, film tournée par l'Office national du Film, à St-Louis-de-France; puis dans Mon quartier, présenté par le poste CHLN et Coup de Soleil au canal deux, en juillet 1966.

### Répertoire 1929-1945[2],[3],[4]
1929
1. Le prix d'un verre d'eau froide, de l'abbé Gratieux*[3]
2. La meunière du moulin joli, de Charles LeRoy-Villars*[3]
3. La chaumière bretonne ou la malédiction d'une mère, de J.-A. Bruyet *
4. Monsieur l'aumônier, de Théodore Botrel

1930
1. Les fiancailles d'Esopet, de B. Philippon ****
2. Dans le temple de la forêt, d'Andrée Fels *
3. Royal Dindon, musique : Luigi Bordese, paroles : A. Flan ****
4. Cœurs français, de Jehan Grech
5. Le loup blanc, de Paul Féval fils et Camille Genty
6. De toute leur âme, de René Gaëll * (reprise en 1932)
7. L'hirondelle et le fil télégraphique, d'Émile Gouget
8. Les petits oiseaux, d'Eugène Labiche et Alfred Delacour
9. La fronde pour rire, de Charles LeRoy Villars*
10. Le mystère de Kéravel, de Théodore Botrel
11. Madame la mode*[3]
12. Comme les lys, de Marcelle Liboz-Burger*

1931
1. L'oncle Pancrasse, opérette, musique de J. A. Thompson, avec la chorale Notre-Dame des anges****[3]
2. Les Boulinard, de Maurice Ordonneau, Albin Valabrèque et Henry Kéroul
3. La meilleure part, de Julien Richer
4. Prix de beauté, d'Alfred Brunaud *

1932
1. Brébeuf, de Père Antonio Poulin s.j.
2. De toute leur âme, de René Gaëll (joué d'abord en 1930 et reprise en 1932)
3. Le ci-devant, de Georges Villard
4. Le cœur de Suzel, de Charles LeRoy Villars *
5. Frère et sœur, de Joseph Méry et Bernard Lopez *
6. Le jeune homme sans cervelle, de A. Ducasse-Harispe

1933
1. Boule de neige, de Charles LeRoy Villars*
2. L'honneur est satisfait, de Henri Baju
3. Peuple sans histoire, du Frère Marie-Victorin *** (1)
4. Funeste message, de Guy de Lannoy *
5. Dominique, de F. Gérard, tiré de Comment j'ai tué mon enfant, de Pierre L'Ermite

1934
1. L'absolution, de Daniel Auschitzky, pseudonyme de Guy de Pierrefeux **
2. À qui le neveu?, de Théodore Botrel
3. Jean Valmoy, de Francisque Moccozot
4. Un beau père pas commode, de Fernand Beissier
5. Chicot, de Antoine-Victor Brazeau
6. M. Flèche, de Léopold Houlé
7. Les locataires de Mlle Léa, de Mathilde Aigueperse *
8. Mon petit tonton, de René Bastien
9. Un petit fils de Pierre Gagnon, de Claude Dupont, pseudonyme de Sr Marie-Alice Ferron, ursuline *** Pièce mixte interdite de jouer par les autorités religieuses. La troupe décide de la présenter lors d'une soirée réservée aux membres et à leurs amis.
10. Le cas de M. Benoît, de René Blain Descormiers

1935
1. L'aveugle de St-Eustache, épisode des troubles de 1837 au Canada, de Louis-Napoléon Senécal. Tiré du roman de Jean Féron, pseudonyme de Joseph-Marc-Octave Lebel.
2. Le détective Jackson, de Marcel Dubois *
3. Lui, elle et belle maman, de A.C. De Lalande* (par les Compagnes et quelques Compagnons)
4. Le commissaire est bon papa, de Marcel Dubois et C. Baival
5. Une visite imprévue (pièce non identifiée, mais qui pourrait être La visite imprévue, comédie d'Eugène et Edouard Adenis).

1936
1. L'abonneux, de Cyprien, pseudonyme de Laurent Tremblay o.m.i.
2. J'ai retrouvé ton cœur, de Paul Ternoise, Albert Verse et C. Baival
3. Maison à louer, de A. C. De Lalande
4. Le protégé de tante Eulalie, de Jeanne Marcoux-Gosselin
5. L'amour sentinelle (auteur non identifié, mais pourrait être L'amour sentinelle ou le cadenas forcé de Sr D.C. de Nanteuil[7])
6. Thérèse fratricide

1937
1. Un notaire à marier, d'Eugène Labiche
2. Dolly, de Noël Francès, pseudonyme de François Coppee

1938
1. L'abbé Constantin, d'Hector Crémieux et Pierre Decourcelle, tiré du roman de Ludovic Halévy
2. Madame Lecoq et Monsieur, de Gauthier Lesporte
3. La vie profonde de St-François D'Assise, d'Henri Ghéon

1939

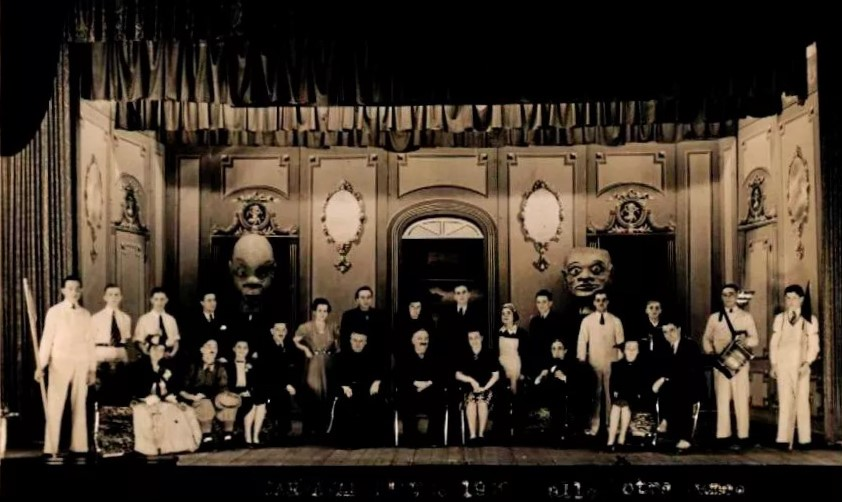
Le carnaval d'été

1. Le carnaval d'été, d'Albert Acremant, tiré du roman de Germaine Acremant[8]
2. Fabriola, du Cardinal Wiseman (par la chorale Notre-Dame des Anges[3]
3. La farfadette, de Marcel Grenié (par la chorale Notre-Dame des Anges[3]

1940
1. La fille du sonneur de cloches, de Charles LeRoy-Villars*[2]
2. Nos sincères sympathies, de Joseph Désilets[4]

1941
1. Mon oncle et mon curé, de Lucien Dabril, tiré du roman de Jean de La Brète, pseudonyme d'Alice Cherbonnel (à partir de cette pièce, la distribution des pièces est mixte)
2. Fais ton devoir, de Jean Magdeleine pseudonyme de Fernand Corter
3. La bonne manière, de Jacques Morency[2]
4. Conflits, de Jacques Morency[2]

1942
1. Peg de mon cœur, de John Hartley Manners, adaptation de Yves Mirande et Maurice Vaucaire[9]

1943
1. La fleur d'oranger ou le bouquet de la mariée, d'André Birabeau et Georges Dolley
2. Le presbytère en fleurs, de Léopold Houlé

1944

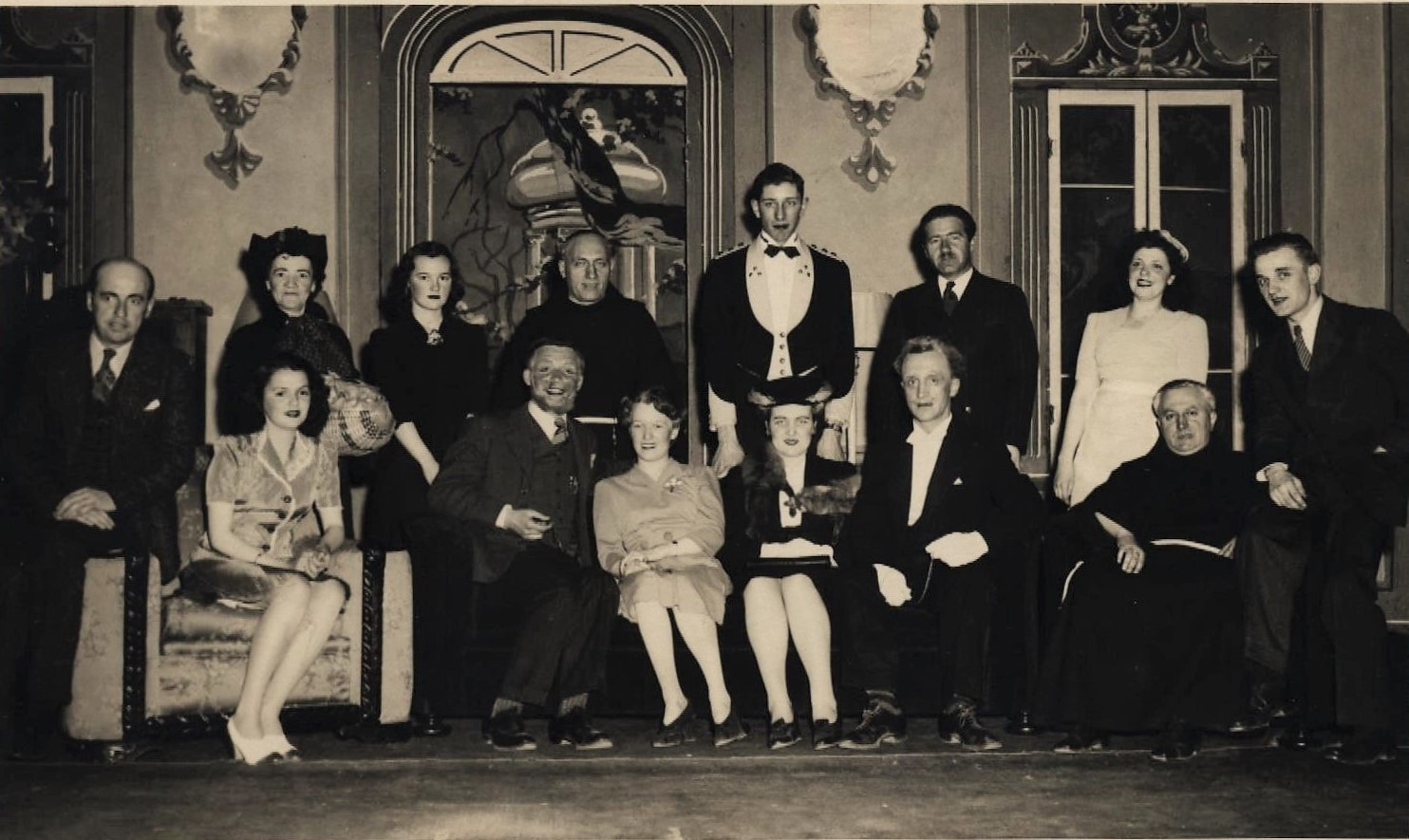
La Poudre aux yeux

1. La Poudre aux yeux, d'Eugène Labiche et Édouard Martin

1945
1. L'enfant prodigue, de Laurent Tremblay o.m.i.
2. Le diable au septième, de Laurent Tremblay o.m.i.
3. Les petits oiseaux, d'Eugène Labiche[2]

*: Joué  par les Compagnes
**: Joué par les jeunes Compagnons
***: Joué par groupes mixtes
****: Opérette
(1) Pièce présentée au premier festival national d'art dramatique à Québec, en 1933

## Troisième période: 1946-1958[2]
La troupe comprend maintenant comme membres cinq femmes et dix hommes. Une ou plusieurs pièces sont présentées chaque année selon les disponibilités des acteurs. Il n'y a pas de calendrier précis des pratiques. La présence du clergé se fait encore sentir. L'aumônier émet un avertissement concernant la bonne tenue des membres. Toutefois, Le Nouvelliste d'octobre 1947 titre : «Le théâtre de propagande est résolu pour les Compagnons». Ainsi, la troupe se dissocie du clergé par le choix des pièces, ne faisant plus la propagande de ses valeurs.
L'année 1945 sert à la préparation de la première saison. Le côté technique devient aussi important que le côté artistique. Il faut donc allouer des sommes à l'amélioration des équipements techniques et sonores ainsi que pour les décors. Les interprètes doivent accepter de jouer dans plusieurs pièces à chaque année en attendant l'arrivée de nouveaux comédiens. L'équipe technique n'existe pas encore, donc tout doit être fait par les comédiens.
Le 6 juillet 1946, Marcel Roux va compléter le comité de direction en acceptant le poste de secrétaire. Il offrira ses services jusqu'en 1952. Pendant toutes ces années, il va s'occuper de la direction de l'équipe technique, rédiger la revue «Compagnons» et accepter des rôles quand son horaire le lui permettra.
Au mois d'août, les trois pièces de la nouvelle saison sont choisies. Elles ne seront jouées qu'une seule fois chacune. Tout d'abord, «Les Romanesques» d'Edmond Rostand ouvre le bal en novembre. Les décors sont faits par deux finissants de l'école des Beaux Arts. Il s'agit des premiers salaires versés par la troupe. Puis, il est unanimement décidé qu'un montant de 25,00 $ sera alloué à Gérard Robert en tant que directeur artistique et metteur en scène. Coût total de production : 1 500 $. La deuxième pièce, «Dr Knock» de Jules Romaines, rapporte également le succès escompté. Seule la dernière pièce, «Le comédien et la grâce» d'Henri Ghéon, présente quelques difficultés en raison des disponibilités limités du comédien principal.
Les autorités de la fabrique Notre-Dame continuent de supporter la troupe. Ils assurent un salaire à Gérard Robert. Ils signent une entente avec la compagnie David-C. Orrock de Montréal pour rénover la scène au coût de 20 000 $. Les autorités municipales accordent une subvention de 1 000 $ pour les besoins matériels de la troupe. On engage une professeure de diction à l'aide d'une subvention de la Commission scolaire.
En mai 1947, la décision est prise de publier mensuellement un périodique à l'intention des membres.
En décembre 1947, l'aumônier propose une devise pour la troupe : Spectatum Admissos Juvo.
À l'été 1948, Gérard Robert fait un stage d'études au St. Michael College de Winooski, au Vermont.
À l'automne 1949, une campagne de recrutement importante s'organise dans toutes les paroisses de Trois-Rivières ainsi, qu'au Cap-de-la-Madeline.
André Biron soumet un projet d'écusson qui sera accepté par le conseil.
En novembre 1949, le directeur artistique et l'aumônier préparent des documents sur la troupe en vue d'une exposition sur le théâtre à Rome en 1950.
En août 1950 a lieu une réorganisation administrative importante entre autres sur la façon d'élire les membres du conseil.
En novembre 1950 les Compagnons de Notre-Dame enregistre à Radio-Canada une émission radiophonique au sujet de leur pièce : Ma petite ville.
En février 1951, les compagnons de Notre-Dame présente Ma petite ville lors du Festival régional d'art dramatique de l'est du Québec au Palais Montcalm de Québec. Voici les quatre prix qu'ils ont remportés : Classement pour défendre l'est du Canada à London, meilleur rôle féminin pour Philomène Moreau, choix de la meilleure pièce, meilleure mise en scène par Gérard A. Robert.
En mai 1951, la troupe se rend à London en Ontario pour présenter sa pièce Ma petite ville au Festival de théâtre et y remporte la plaque du Festival pour la meilleure pièce française.
En juillet, la troupe subit une nouvelle réorganisation administrative.
En 1952, la troupe participe à nouveau au Festival régional d'art dramatique de l'est du Québec avec la pièce Le combat des élus.
En 1953, le directeur artistique essaie de présenter une saison constituée entièrement de pièce québécoise avec trois pièces d'auteurs trifluviens : Clarella de Jean Pellerin, Maluron de Félix Leclerc et Château en Espagne de Yvon Thériault.
En 1955, Gérart Robert est nommé comme gouverneur national du Dominion Drama Festival. La même année, monsieur Robert quitte le poste de directeur artistique de la troupe pour Radio-Canada, après 25 ans de vie théâtrale. Il est remplacé par Claude Colbert.
En 1956 la troupe participe au Festival d'art dramatique de l'est du Québec à l'institut canadien de Québec avec la pièce Sens unique. L'aumônier avait d'abord déconseillé au directeur artistique de jouer cette pièce en raison des erreurs théologiques. Voici les prix obtenus avec cette pièce : coupe «Québec Art Theatre» pour la meilleure production française, meilleure mise en scène de Jean Pellerin, meilleur comédien de soutien avec Robert Lévesque, mention honorable à Félix Leclerc.
Au printemps, les Compagnons entreprennent une tournée à Rimouski.
En septembre, la Fondation des Amis des Compagnons voit le jour avec l'élection du docteur Conrad Godin comme président. Il s'agit d'un groupe d'hommes connus et très actifs au niveau social. Un des buts fixés est d'équilibrer le budget qui est déficitaire depuis quelques années.
En 1957 la Salle Notre-Dame va accueillir le Festival régional d'art dramatique de la région de l'est du Québec. La troupe y présente La Barque sans pêcheur. Voici les prix obtenus : meilleur comédien de soutien avec André Biron, mention pour la mise en scène de Claude Colbert, plaque du Festival à Gérard Robert pour souligner 15 ans de théâtre, plaque à Félix Leclerc.
En avril, le directeur artistique doit démissionner à la demande du conseil. S'ensuit une réorganisation administrative.
L'aumônier troupe que la troupe dépasse le cadre de la paroisse. Il considère que le fait que la troupe soit supporté uniquement par le clergé la limite dans ses possibilités d’expansions. Selon lui, la troupe devrait être supportée pas tous les milieux.
En janvier 1958 Yvon Thériault dépose un mémoire à la troupe où il suggère des améliorations administratives et techniques ainsi que la création d'un centre dramatique régional.
En avril, la troupe apprend qu'elle doit quitter la Salle Notre-Dame. Le curé juge que la troupe est une organisation municipale plus que paroissiale puisqu'elle dessert toute la communauté trifluvienne.
En mai, la troupe signe leur première charte, signée par six membres actifs et approuvée par le gouvernement provincial. Celle-ci donne à la troupe des droits et privilèges qu'ils n'avaient pas avant.

### Répertoire
1946-1947
1. Les Romanesques, d'Edmond Rostand
2. Dr Knock ou le triomphe de la médecin, de Jules Romains
3. Le comédien et la grâce, d'Henri Ghéon
4. La dame en noir

1948-1949
1. L'ami Fritz, d'Émile Erckmann et Alexandre Chatrian
2. Le Jeu de l'amour et du hasard, de Marivaux
3. L'Avare, de Molière
4. Le gendre de monsieur Poirier, d'Émile Augier et Jules Sandeau [4]
5. Le menteur de Pierre Corneille [4]
6. Aux jardins de Murcie, de Carlos de Batlle et Antonin Lavergne, traduction de la pièce de  José Feliu y Codina.

1949-1950
1. Les marchands de gloire, de Marcel Pagnol et Paul Nivoix
2. Fanny et ses gens, de Jérôme K. Jérome
3. Noé, d'André Obey
4. Les yeux bleus de Lady Margaret, des Jeunes Compagnons [2]

1950-1951
1. Ma petite ville, traduction par Yvon Thériault de l’œuvre américaine Our Town de Thornton Wilder  (*)
2. Trois pour cent, de Roger Ferdinand
3. Le combat des élus (la vie du Père Frédéric), de Jean Pellerin  (*)

1951-1952
1. Le buveur émerveillé, de Nino Frank
2. Rue des anges, adaptation française par Louis Verneuil de la pièce Gazlight de Patrick Hamilton
3. La souriante madame Beudet, de Denys Amiel et André Obey
4. Une minute s'il vous plaît, de Patrice Buet
5. Les jours heureux, de Claude-A. Puget [2]

1952-1953
1. Ces dames aux chapeaux verts, d'Albert Acrément, tiré du roman de Germaine Acremant
2. L'héritière, de Louis Ducreux. Version française d'une adaptation de Ruth et Augustus Goetz, tirée du roman Washington square de Henry James
3. L'anglais tel qu'on le parle, de Tristan Bernard
4. Ce pauvre Desbonnets, de Marcel Rousselle
5. Va faire un tour au bois, de Roger Dornès

1953-1954
1. Maluron, de Félix Leclerc
2. Clarella (La vie de Ste-Claire d'Assise), de Jean Pellerin
3. Un jeune homme pressé, de Yvon Thériault [4]
4. Château en Espagne, de Yvon Thériault
5. Une noce à l'Américaine, de L.-B. Descormiers [2]

1954-1955
1. Doucette, de Raymond Souplex
2. Le locataire du 3e sur la cour, d'André Méry. Pièce traduite et adaptée d'œuvre de Jérôme K. Jérôme, pseudonyme de Jérôme Klapka
3. Fol amour, d'Éloi de Grandmont

Dans le cadre des représentations pour la pièce Fol amour, une entrevue a été réalisée par Judith Jasmin pour la radio de Radio-Canada.
1955-1956
1. Sens unique (Les 16 ans ou sens unique), de Félix Leclerc
2. Knock, de Jules Romains [2]
3. Au petit bonheur, de Marc-Gilbert Sauvageon

1956-1957
1. Le petit bonheur (12 saynètes dont 5 représentées), de Félix Leclerc
2. La barque sans pêcheur, de Jean Camp, traduction de l'œuvre d'Alejandro Casona (*)
3. La poudre aux yeux, de Labiche
4. Une lettre chargée, de Courteline
5. Les Boulingrin, de Courteline

1957-1958
1. La Ménagerie de verre, de Tennessee Williams, adaptation de Marcel Duhamel
2. Témoin à charge, d'Agatha Christie, adaptation de Paule Beaumont et Henry Torrès
3. Bouquet de fleurs, de Fernand Millaud
4. Un jeune homme pressé

(*) Pièces présentées au Festival régional

## Quatrième période: 1958-1960
1958-1959
1. Les oiseaux de nuit, de Jean Pellerin
2. La Geneviève, de Félix Leclerc.  Ces deux pièces ont été présentées au Festival de l'est du Québec et ont remporté le trophée Sir Barry Jackson accordé à la meilleure pièce canadienne.
3. Mémoire d'outre-tombe, de Dubé-Carrier
4. Un coup de soleil, de Paul Vandenberghe
5. Si Madame le permet, de Jean Bacon
6. La délaissée, de Max Mauray

## Cinquième période: 1960-1966
1960-1961
1. Le héros, de Félix Leclerc
2. Le voyage de noces, de Félix Leclerc
3. Imbroglio de Sylvio St-Amant
4. Poil de carotte, de Jules Romains
5. Un caprice, d'Alfred de Musset
6. La locandiera, de Goldoni

1961-1962
1. Le rendez-vous de Senlis, de Jean Anouilh
2. Le banc sur la route, de Félix Leclerc
3. Le procès pour rire, de Félix Leclerc
4. Visite à l'hôpital, de Félix Leclerc
5. Le véridique procès de Barbe-Bleue, de Louis Pelland
6. Le médecin volant, de Molière
7. Feu la mère de Madame, de Feydeau

1962-1963
1. Le jeu de l'amour et du hasard, de Mariveaux
2. Gigi, de Colette
3. Isabelle et le pélican, de Marcel Frank

1963-1964
1. La ménagerie de verre, de Tennessee Williams
2. Un goût de miel, de Shelagh Delaney
3. Lorsque l'enfant paraît, de André Roussin

1964-1965
1. Meurtres en fa dièse, de Jean Vallemain
2. La paix du dimanche, de John Osborne
3. Boeing Boeing, de Marc Camoletti

1965-1966
1. Le temps des lilas, de Marcel Dubé
2. Les passions contraires, de Georges Soria
3. La prétentaine, de Jacques Deval
4. Un coup de soleil, de Paul Vandenberghe. Pièce présentée sur les ondes de la télévision de Radio-Canada.

## Sixième période: 1966-1968
1966-1967
1. Deuxième coup de feu, de Robert Thomas
2. Les fourberies de Scapin, de Molière

1967-1968
1. Le complexe de Philémon, de Jean-Bernard Luc
2. Les caprices de Marianne, d'Alfred de Musset

## Septième période: 1968-1970
1968-1969
1. Huit femmes, de Robert Thomas
2. L'île des chèvres, d'Ugo Betti

1969-1970
1. Monsieur Masure, de Claude Magnier